# Battaglia di Trapani (1266)
La battaglia di Trapani fu una battaglia navale che ebbe luogo nel 1266 al largo di Trapani, in Sicilia, tra le flotte della Repubblica di Genova e la Repubblica di Venezia. Tale battaglia va letta all'interno della Guerra di San Saba.
I genovesi seppur in superiorità numerica non riuscirono ad approfittarne. Il comandante genovese, Lanfranco Borbonino ordinò alle sue navi di assumere una posizione difensiva (dove le navi venivano legate insieme con delle catene per creare una specie di fortezza galleggiante) lasciando ai Veneziani l'iniziativa. 
La flotta veneziana attaccò creando il panico tra l'equipaggio genovese (composto da molti mercenari).
La battaglia fu una schiacciante vittoria veneziana che catturò quasi intatta l'intera flotta genovese.
Borbonino e la maggior parte dei suoi capitani riusciti a fuggire e tornati a Genova furono processati e obbligati a forti sanzioni pecuniarie per codardia.

## Storia

### Preludio
La guerra di San Saba tra le due potenze marinare rivali di Venezia e Genova scoppio per screzi sull'accesso al Monastero di San Saba ad Acri. Tali screzi venivano da una lunga serie di vecchie ruggini per i commerci con i ricchi mercati del Mediterraneo orientale incominciati con la spartizione dell'Impero latino di Costantinopoli dove i genovesi furono esclusi.
Nella battaglia di Acri nel 1258 e di nuovo nella battaglia di Settepozzi nel 1263, la marina veneziana aveva chiaramente espresso la sua superiorità con due chiare vittorie. Per questo motivo i genovesi preferivano evitare scontri diretti con le galee veneziane preferendo compiere atti di pirateria isolati contro i convogli mercantili veneziani.
Tale guerriglia porterà i genovesi a vincere la Battaglia di Saseno contro la muda veneziana del levante nell'agosto 1264.

### La preparazione
A guerra scoppiata Genova preparò una flotta composta da diciotto galee sotto Lanfranco Borbonino. Quando la flotta partì per la Corsica alla fine di aprile, arrivarono le notizie su un incremento della forza navale veneziana. Per tale motivo furono ordinate altre nove galee che si unirono al resto della flotta nello stretto di Bonifacio a maggio.
Invece la flotta veneziana era composta da solo 14 galee — secondo il cronista veneziano Martino da Canal, elenca quattro galee partite da Venezia, quattro da Creta, tre da Zara e tre galee e un galeone da Negroponte — o, secondo la versione degli Annali Genovesi, solo dieci galere.  La flotta Veneziana era comandata da Giacomo Dondulo, un marinaio esperto a detta di molti: "sembra che conoscesse i porti e le buche dove si nascondevano i genovesi".
Dondulo condusse la sua flotta a Tunisi, e qui catturarono una nave genovese in un attacco notturno, rimossero l'equipaggio, il carico e la bruciarono. Il giorno successivo i veneziani catturarono anche una piccola nave mercantile proveniente da Savona. Sulla strade del ritorno davanti a Messina, i veneziani incontrarono e sconfissero una flottiglia genovese composta da due galee e una saetta. Una galea fu catturata con la maggior parte del suo equipaggio.
Mentre i Veneziani erano nello stretto di Messina, la flotta genovese era ancora presso le bocche di Bonifacio.
I Veneziani erano in procinto di rientrare nell'Adriatico quando arrivò la notizia di una grande flotta genovese pronta ad attaccarli. Il Doge di Venezia Renier Zen decise così di inviare altre dieci galee al comando di Marco Gradenigo per unirsi alla flotta di Dondulo.
Le due flotte si incontrarono a Ragusa, nell'Adriatico, dove decisero di muoversi verso la Sicilia alla ricerca dei Genovesi. Il regno di Sicilia in quel momento era alla fine della guerra tra svevi e angioini.
I Veneziani, il cui comandante supremo era Dondulo, volevano concludere in fretta perché stava arrivando la primavera e molti erano interessati a far parte del convoglio commerciale estivo (muda) che sarebbe partito per il Levante. Per tale motivo alcuni patrizi si fecero sbarcare in Puglia, probabilmente a Gallipoli per rientrare a Venezia via terra.

## La battaglia

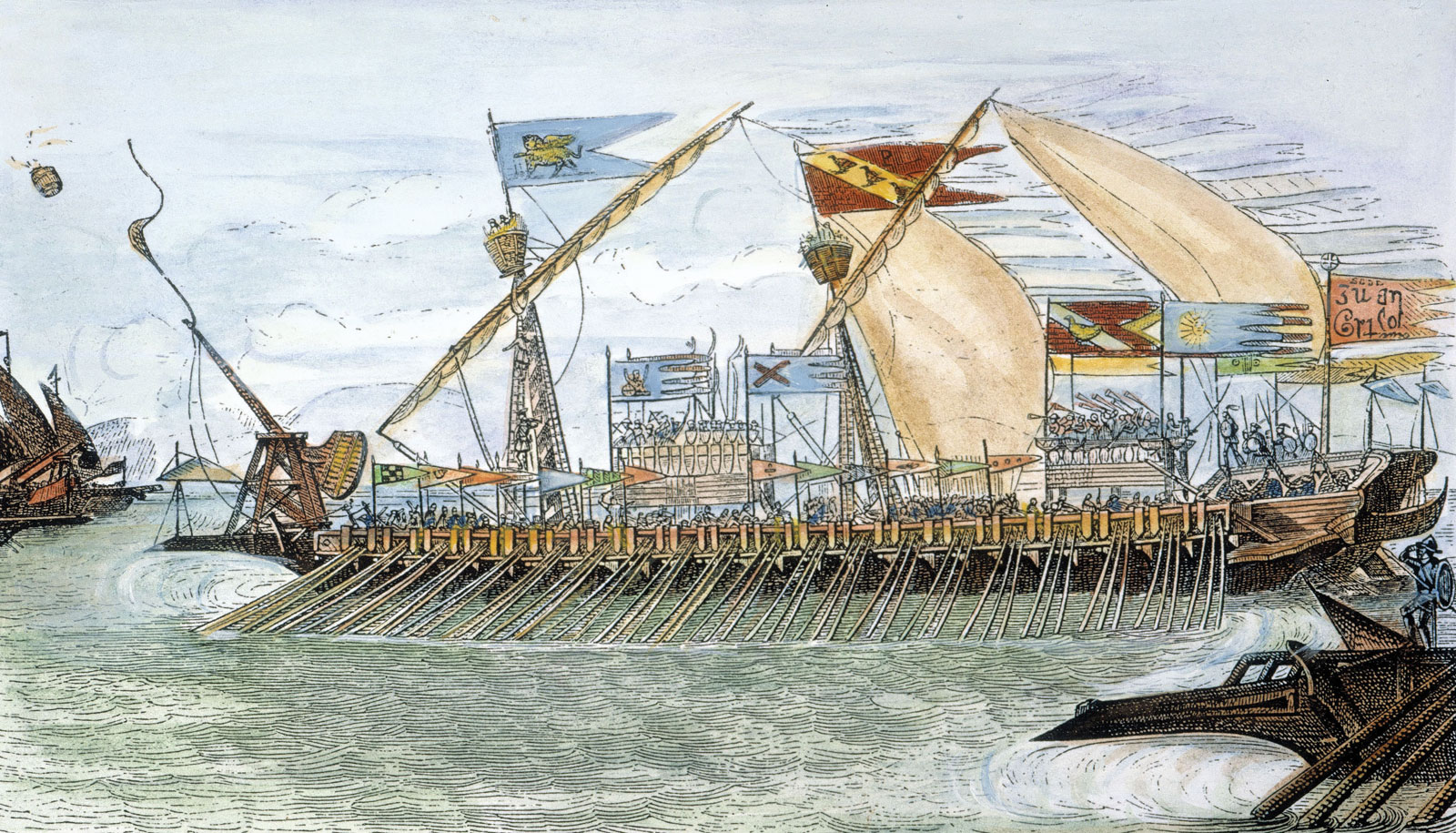
Immagine del XIX secolo di una galera veneziana del XIII secolo

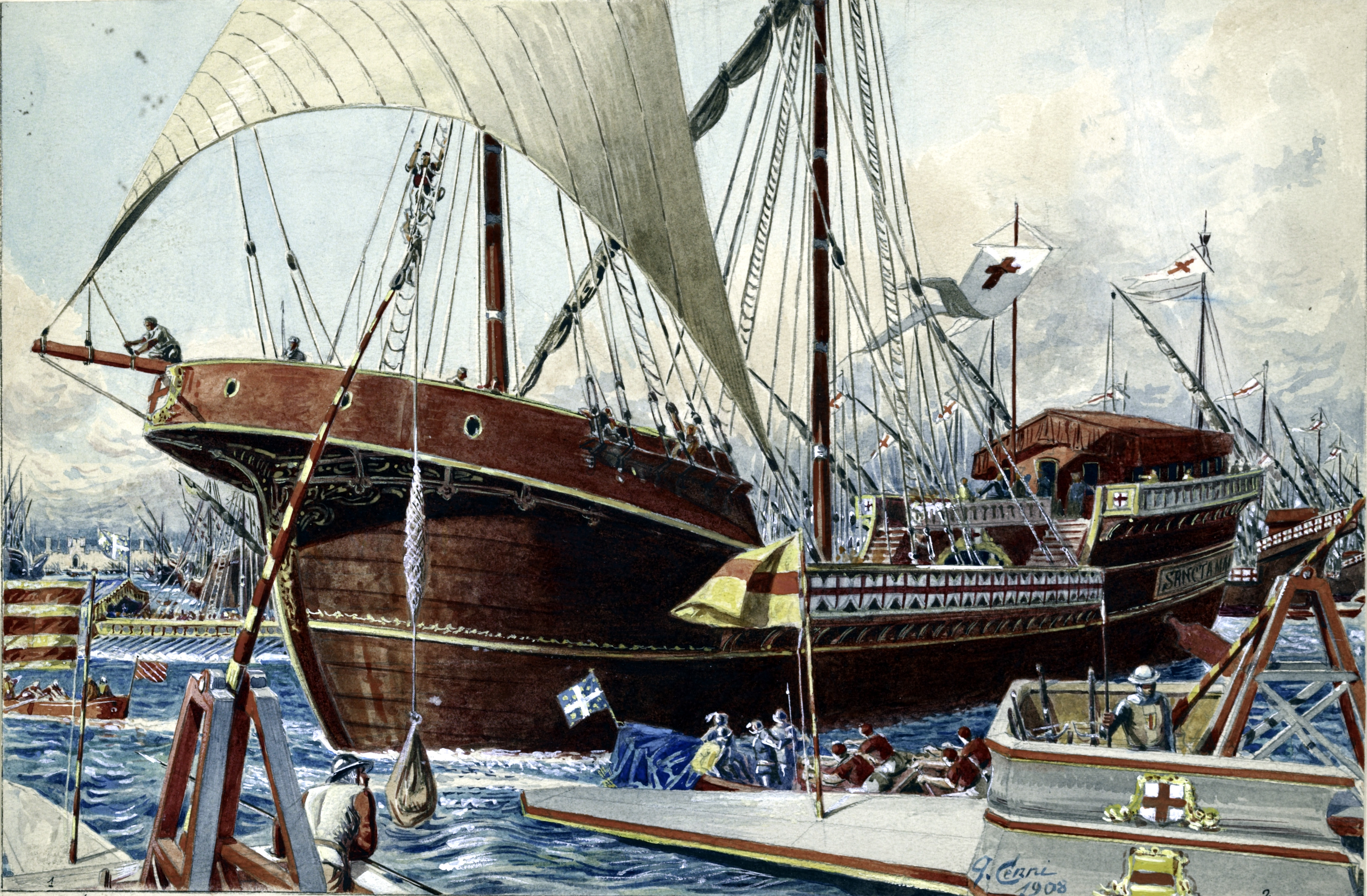
Una nave genovese, di Quinto Cenni

Continuavano a girare informazioni di tutti i tipi e Borbonino ricevette notizie che i veneziani avevano radunato una trentina di galere o anche di più.
Il Borbonino decise di abbandonare la nave ammiraglia genovese e pensò di distribuire il suo equipaggio nelle varie navi per migliorare la loro capacità di combattimento. All'inizio di giugno la flotta genovese uscì dalle Bocche di Bonifacio per affrontare i veneziani.
Il 22 giugno 1266, i genovesi giunsero a Trapani, e vennero a sapere che i veneziani erano poco distanti e più precisamente nei pressi di Marsala. In quel momento nel regno di Sicilia era al termine la guerra tra svevi e angioini. I genovesi vennero anche a sapere che la flotta veneziana non era così numerosa.
Borbonino convocò un consiglio di guerra con i suoi tre consiglieri e i capitani delle galere. I capitani genovesi non si fidavano dei loro equipaggi, molti dei quali, secondo le fonti, erano longobardi o altri stranieri assunti come sostituti dai cittadini genovesi che volevano evitare la dura vita del rematore in una galera. 
Il consiglio di guerra decise di attaccare i veneziani in mare aperto.
Il Borbonino temeva i Veneziani e in seguito alle sconfitte subite precedentemente decise invece di assumere una posizione puramente difensiva incatenando le navi tra di loro con le poppe rivolte verso la costa e le prue rivolte verso il mare. Questa posizione era vantaggiosa al difensore, in particolare, secondo lo storico John Dotson, "di fronte a un avversario più abile e aggressivo assicurò che la sua flotta non fosse affiancata o divisa, e che i rinforzi potessero essere spostati rapidamente a qualsiasi nave minacciata". Tale strategia però funziona se i difensori hanno disciplina e fermezza.
L'ordine di Borbonino fu eseguito durante la notte e quando, il giorno dopo, la flotta veneziana arrivò a Trapani, trovò le galee genovesi legate e incatenate insieme tra di loro. I veneziani molto più determinati e nonostante il vento contrario avanzarono attaccando le navi genovesi al grido di "San Marco". All'inizio i Veneziani tentarono di spezzare la linea genovese senza successo ma al terzo tentativo riuscirono a staccare tre galee genovesi dal corpo principale.
I genovesi tentarono di contrastare gli attacchi veneziani lanciando una zattera in fiamme alla deriva contro le navi dei loro nemici, ma quando incominciarono a perdere furono presi dal panico.
I genovesi iniziarono ad abbandonare le loro navi e nuotare verso terra. Alla fine i veneziani furono in grado di catturare tutte e 27 le galee genovesi e a catturare una parte dell'equipaggio. Del bottino di guerra 24 galee furono rimorchiate mentre tre furono bruciate sul posto. Circa 1 200 genovesi risultarono annegati o uccisi mentre 600 furono catturati.

### Conseguenze
Borbonino e i suoi ufficiali riuscirono a fuggire, ma al loro ritorno a Genova furono processati e giudicati colpevoli di codardia e incompetenza. I loro beni furono confiscati e furono loro inflitte delle forti sanzioni pecuniarie.
Dondulo rientrò a Venezia dove fu accolto con tutti gli onori e nominato capitano generale da mar.
Nonostante il trionfo veneziano a Trapani il corso della guerra non mutò. Successivamente la situazione di stallo tra le due potenze continuò fino a quando nel 1269 il re Luigi IX di Francia e Papa Clemente IV desiderosi di usare le flotte veneziana e genovese nella prevista Ottava Crociata, misero pressione a entrambi per firmare una tregua di cinque anni nel Trattato di Cremona.
Tale tregua sarebbe stata mantenuta e rinnovata più volte, fino a quando l'antagonismo genovese-veneziano peggiorò sulla scia della conquista degli ultimi avamposti occidentali nel Levante da parte dei mamelucchi d'Egitto che portò entrambe le potenze alla guerra tra Venezia e Genova con Bisanzio nel 1293.